# Escut de la Confraria de Sant Joan
L'Escut de la Confraria de Sant Joan és una obra barroca de Tona (Osona) declarada Bé Cultural d'Interès Nacional.

## Descripció
Escut gravat en pedra a la façana principal. Representa un escut de Barcelona sostingut entre dos lleons.

## Història
L'any 1646, per un acord entre el comú i la confraria de Sant Joan, es va construir la nova casa del Comú, dita també casa de la confraria perquè serviria de lloc de reunió tant al comú com als membres de la confraria de Sant Joan. No es tenen gaires notícies sobre aquesta confraria, excepte una butlla del papa Pau V (1616), que instituïa la confraria de sant Joan, de l'ofici de paraires i teixidors, a l'església de Santa Maria del Barri.
El fet que aparegui l'escut de Barcelona en molta de l'heràldica tonenca és degut al fet que l'any 1401 Tona va adquirir el títol o categoria de "carrer de Barcelona" per privilegi del rei Martí I. Això suposava gaudir dels mateixos privilegis que gaudia la ciutat de Barcelona i estar alliberats del domini dels senyors feudals.